# Belgische Badminton-Juniorenmeisterschaft
Belgische Juniorenmeisterschaften im Badminton werden seit der Saison 1986/1987 ausgetragen. Internationale Titelkämpfe gibt es in Belgien seit der Saison 1958/1959, Titelkämpfe der Erwachsenen seit der Saison 1948/1949.

## Die Titelträger
| Saison    | Herreneinzel           | Dameneinzel        | Herrendoppel                           | Damendoppel                           | Mixed                                   |
| --------- | ---------------------- | ------------------ | -------------------------------------- | ------------------------------------- | --------------------------------------- |
| 1986/1987 | Christian Reynders     | Christine Jacobs   | Christian Reynders Peter van der Sijpt | Christine Jacobs Nathalie Volochinoff | Sébastien Pepe Christine Jacobs         |
| 1987/1988 | Hugues Belsack         | Fabienne Ringoot   | Hugues Belsack Laurent Koch            | Anne Foblets Anne Vandenheede         | Jef Buckinckx Heidi Vrancken            |
| 1988/1989 | Hugues Belsack         | Heidi Vrancken     | Jef Buckinckx Jan Keymis               | Anne Foblets Heidi Vrancken           | Hugues Belsack Anne Foblets             |
| 1989/1990 | Philippe Gennaux       | Heidi Vrancken     | Stefaan de Rycke Phillippe Gennaux     | Heidi Vrancken van Dyck               | Stephaan de Rycke van Dyck              |
| 1990/1991 | Stefaan de Rycke       | Els Baert          | Kurt Nys Tom Raes                      | Els Baert Peggy Mampaey               | Thujen Pham Sylvie Donnay               |
| 1991/1992 | Luigi Dalli Cardillo   | Mirella Antico     | Luigi Dalli Cardillo Vandeninden       | Els Baert Sylvie Donnay               | Luigi Dalli Cardillo Mirella Antico     |
| 1992/1993 | Sven van Delsen        | Sofie Merciny      | Roel Bollen Johan Delamper             | Els Carrein Caroline Persyn           | Jan Daems Els Carrein                   |
| 1993/1994 | Wouter Claes           | Caroline Persyn    | Roel Boonen Jordy Vandewinkel          | Caroline Persyn Mallory Gosset        | Frédéric Mawet Domken                   |
| 1994/1995 | Frédéric Mawet         | Caroline Persyn    | Frédéric Mawet Jordy Vandewinkel       | Caroline Persyn Smids                 | Frédéric Mawet Caroline Persyn          |
| 1995/1996 | Kristof van Landschoot | Mallory Gosset     | Kristof van Landschoot Hans Willems    | Katrien Claes Ine De Clerck           | Christophe Valette Mallory Gosset       |
| 1996/1997 | Francois Delvaux       | Mallory Gosset     | Hans Willems van Heuckelom             | Mallory Gosset Maryse Deruyver        | Gert Thone Joke Thone                   |
| 1997/1998 | Claude Libois          | Katrien Claes      | Benjamin Driesen Stein Notermans       | Katrien Claes Joke Thone              | Steven Delsaert Katrien Claes           |
| 1998/1999 | Benoit Delvaux         | Veerle Rakels      | Tim Baeke Steven Delsaert              | Veerle Rakels Valerie Descamps        | Benjamin Driesen Joke Thone             |
| 1999/2000 | Tim Baeke              | Liesbeth Dufraing  | Tim Baeke Tim Wouters                  | Liesbeth Dufraing An Soenens          | Tim Baeke An Soenens                    |
| 2000/2001 | Tim Baeke              | Liesbeth Dufraing  | Toby Baldari Andy Knaepen              | Liesbeth Dufraing An Soenens          | Tim Baeke An Soenens                    |
| 2001/2002 | Steven Knaepen         | Elke Biesbrouck    | Jérôme Legrand Lionel Warnotte         | Elke Biesbrouck Evy Descamps          | Grégory Vanvlaenderen Nathalie Descamps |
| 2002/2003 | Lionel Warnotte        | Evy Descamps       | Steven Knaepen Pieter Mertens          | Evy Descamps Annelie Tan              | Lionel Warnotte Laurence Charneux       |
| 2003/2004 | Gilles Laguesse        | Sophie Laguesse    | Geofrey Lamont Karel Sioncke           | Sabine Devooght Maite Lamont          | Koen Verleyen Kelly Scoliers            |
| 2004/2005 | Yuhan Tan              | Laurence Charneux  | Jente Paesen Yuhan Tan                 | Steffi Annys Stefanie Bertels         | Jonathan Gillis Laurence Charneux       |
| 2005/2006 | Yuhan Tan              | Stefanie Bertels   | Jente Paesen Yuhan Tan                 | Steffi Annys Stefanie Bertels         | Jonathan Gillis Laurence Charneux       |
| 2006/2007 | Damien Maquet          | Lianne Tan         | Laurent Cuccu Nicolas Cuccu            | Jelske Snoeck Janne Elst              | Damien Maquet Séverine Corvilain        |
| 2007/2008 | Damien Maquet          | Lianne Tan         | Valentijn Beckers Arno Vandenhoucke    | Steffie Daemen Debbie Janssens        | Damien Maquet Debbie Janssens           |
| 2008/2009 | Matijs Dierickx        | Jelske Snoeck      | Freek Golinski Matijs Dierickx         | Debbie Janssens Jelske Snoeck         | Freek Golinski Sielke Barrez            |
| 2009/2010 | Freek Golinski         | Roxane Hens        | Freek Golinski Matijs Dierickx         | Nele Hayen Liesse Vandersmissen       | Birger Abts Jana Ttegethoff             |
| 2010/2011 | Nathan Vervaeke        | Angela Castillo    | Thomas Arnalsteen Floris Oleffe        | Angela Castillo Marie Demy            | Amaury Jérôme Lejoint Justine Godfroid  |
| 2011/2012 | Marijn Put             | Stephanie van Wel  | Marijn Put Floris Oleffe               | Stephanie van Wel Marine Lemaire      | Simon Eeckhoudt Marine Lemaire          |
| 2012/2013 | Marijn Put             | Flore Vandenhoucke | Nick Marcoen Sam van den Broeck        | Ine Lanckriet Flore Vandenhoucke      | Nick Marcoen Stephanie van Wel          |
| 2013/2014 | Stijn de Langhe        | Présence Beelen    | Stijn de Langhe Flor Spanhove          | Présence Beelen Clara Lassaux         | Rowan Scheurkogel Ann Knaepen           |
| 2014/2015 | Stijn de Langhe        | Présence Beelen    | Rover Jay Babatido Lawrence de Pauw    | Presence Beelen Ann Knaepen           | Rowan Scheurkogel Ann Knaepen           |
| 2015/2016 | Julien Carraggi        | Lise Jaques        | Maarten Lenaerts Tim Vanherbruggen     | Lise Jaques Sixtine Roy               | Elias Bracké Lise Jaques                |
| 2016/2017 | Julien Carraggi        | Clara Lassaux      | Guillaume Bonnet Alexandre Lallemand   | Joke de Langhe Lise Jaques            | Elias Bracké Lise Jaques                |
| 2017/2018 | Gertjan Devaere        | Clara Lassaux      | Quentin Bouchez Gertjan Devaere        | Joke de Langhe Steffi Van De Vel      | Gertjan Devaere Sofie Van De Kerkhof    |
| 2018/2019 | Robby Bronselaer       | Clara Lassaux      | Robby Bronselaer Michiel Van Britsom   | Clara Lassaux Kirstin Boonen          | Senne Houthoofd Steffi Van De Vel       |
| 2019/2020 | Adrien Slegers         | nicht ausgetragen  | Alexis Gius Adrien Slegers             | Kaat Van Wouwe Ine Van Wouwe          | Remi Leman Ine Van Wouwe                |
| 2020/2021 | nicht ausgetragen      | nicht ausgetragen  | nicht ausgetragen                      | nicht ausgetragen                     | nicht ausgetragen                       |
| 2021/2022 | Charles Fouyn          | Lien Lammertyn     | Iljo van Delsen Yaro van Delsen        | Lotte Geerts Mare van Britsom         | Charles Fouyn Amber Boonen              |
| 2022/2023 | Baptiste Rolin         | Karla Henry        | Wolf Hoebeke Jonah Quintens            | Amber Boonen Tammi van Wonterghem     | Baptiste Rolin Karla Henry              |
| 2023/2024 | Baptiste Rolin         | Amber Boonen       | Brent Stockman Jonah Quintens          | Amber Boonen Tammi van Wonterghem     | Jonah Quintens Amber Boonen             |